# 尖叶蓝钟喉毛花
尖叶蓝钟喉毛花（学名：Comastoma cyananthiflorum var. acutifolium）为龙胆科喉毛花属下的一个变种。